# Philosophia Africana
Philosophia Africana est un journal à comité de lecture traitant de philosophie africaine, fondé en 1998. Il est publié par l'université DePaul sous l'égide d'Emmanuel Chukwudi Eze, qui en est le rédacteur en chef jusqu'à son décès, en 2007. Le rédacteur en chef en devient alors Kibujjo Kalumba, de l'Université d'État de Ball.
En 2002, la revue reçoit le prix de la meilleure nouvelle revue décerné par le Conseil des rédacteurs de revues érudites (en).
Le journal cesse de paraître à l'automne 2016. Le Philosophy Documentation Center (en) fournit un accès en ligne aux numéros publiés.